# 安氏虎鮋
安氏虎鮋（学名：Minous andriashevi）為輻鰭魚綱鮋形目鮋亞目毒鮋科的其中一種，為熱帶海水魚，分布於西印度洋海域，棲息深度55公尺，棲息在底層水域，生活習性不明，具有毒性。